# Anoncus zonifer
Anoncus zonifer är en stekelart som först beskrevs av Heinrich 1951.  Anoncus zonifer ingår i släktet Anoncus och familjen brokparasitsteklar. Arten är reproducerande i Sverige. Inga underarter finns listade i Catalogue of Life.